# Dichaetomyia fulva
Dichaetomyia fulva este o specie de muște din genul Dichaetomyia, familia Muscidae. A fost descrisă pentru prima dată de Seguy în anul 1937. Conform Catalogue of Life specia Dichaetomyia fulva nu are subspecii cunoscute.